# リチャード・J・サミュエルズ
リチャード・J・サミュエルズ（Richard J. Samuels、1951年11月2日 - ）は、アメリカ合衆国の政治学者、マサチューセッツ工科大学政治学部教授。専門は、日本の政治経済、安全保障政策。
1973年コルゲート大学政治学科卒業、1974年タフツ大学政治学部大学院修士課程修了、1980年マサチューセッツ工科大学政治学部大学院博士課程修了、Ph.D.（政治学）。マサチューセッツ工科大学助教授（1980-84年）、准教授（1984-90年）を経て、現職。
1992年から1995年まで同大学政治学部長を務めた、2001年から2008年まで日米友好基金理事長。

## 著書

### 単著
- The Politics of Regional Policy in Japan: Localities Incorporated?, (Princeton University Press, 1983).
- The Business of the Japanese State: Energy Markets in Comparative and Historical Perspective, (Cornell University Press, 1987).

廣松毅監訳『日本における国家と企業――エネルギー産業の歴史と国際比較』（多賀出版, 1999年）
- "Rich Nation, Strong Army": National Security and the Technological Transformation of Japan, (Cornell University Press, 1994).

1996年 ジョン・ホイットニー・ホール・ブック賞受賞
奥田章順訳『富国強兵の遺産――技術戦略にみる日本の総合安全保障』（三田出版会, 1997年）
- Machiavelli's Children: Leaders and their Legacies in Italy and Japan, (Cornell University Press, 2003).

鶴田知佳子・村田久美子訳『マキァヴェッリの子どもたち――日伊の政治指導者は何を成し遂げ、何を残したか』（東洋経済新報社, 2007年）
- Securing Japan: Tokyo's Grand Strategy and the Future of East Asia, (Cornell University Press, 2007).

白石隆監訳『日本防衛の大戦略――富国強兵からゴルディロックス・コンセンサスまで』（日本経済新聞出版社, 2009年）
- 3.11: Disaster and Change in Japan, (Cornell University Press, 2013).
- Special Duty: A History of the Japanese Intelligence Community, (Cornell University Press, 2019).

小谷賢訳『特務（スペシャル・デューティー）――日本のインテリジェンス・コミュニティの歴史』（日本経済新聞出版, 2020年）

### 編著
- Encyclopedia of United States National Security, (Sage, 2006).

### 共編著
- Crisis and Innovation in Asian Technology, co-edited with William W. Keller, (Cambridge University Press, 2003).